# (77376) 2001 FC137
2001 أف سي 137 (ويعرف أيضًا باسم (77376) 2001 أف سي 137 وفق تسمية الكوكب الصغير) (بالإنجليزية: 2001 FC137)‏ هو كويكب ضمن حزام الكويكبات؛ وترتيبه 77376 من حيث الاكتشاف.
اكتُشف هذا الجُرم الفلكي بواسطة تعقب الأجرام القريبة من الأرض في 21 مارس 2001.

## وصلات خارجية
- (77376) 2001 FC137 في قاعدة بيانات مختبر الدفع النفاث لأجرام النظام الشمسي الصغيرة

- الاكتشاف · مخطط المدار ·  العناصر المدارية · المعلمات المادية

- (77376) 2001 FC137 على موقع ويكي سكاي: DSS2, SDSS, GALEX, IRAS, Hydrogen α, X-Ray, Astrophoto, Sky Map, Articles and images